# Clutha-Southland (Electorado neozelandés)

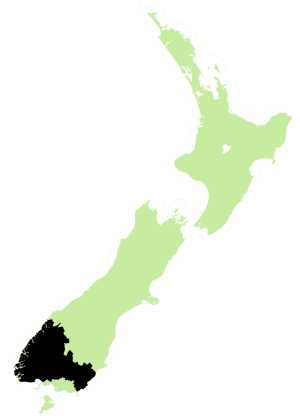
Ubicación en Nueva Zelanda

Clutha-Southland es un electorado neozelandés, que abarca la zona meridional de la Isla Sur.
Su sede se encuentra en torno a las ciudades de Gore y Balclutha.
El electorado es considerado un feudo del Partido Nacionalista, y su actual presidente es el antiguo jefe de la oposición Bill English. 
- Datos: Q5136749